# Xiaguan

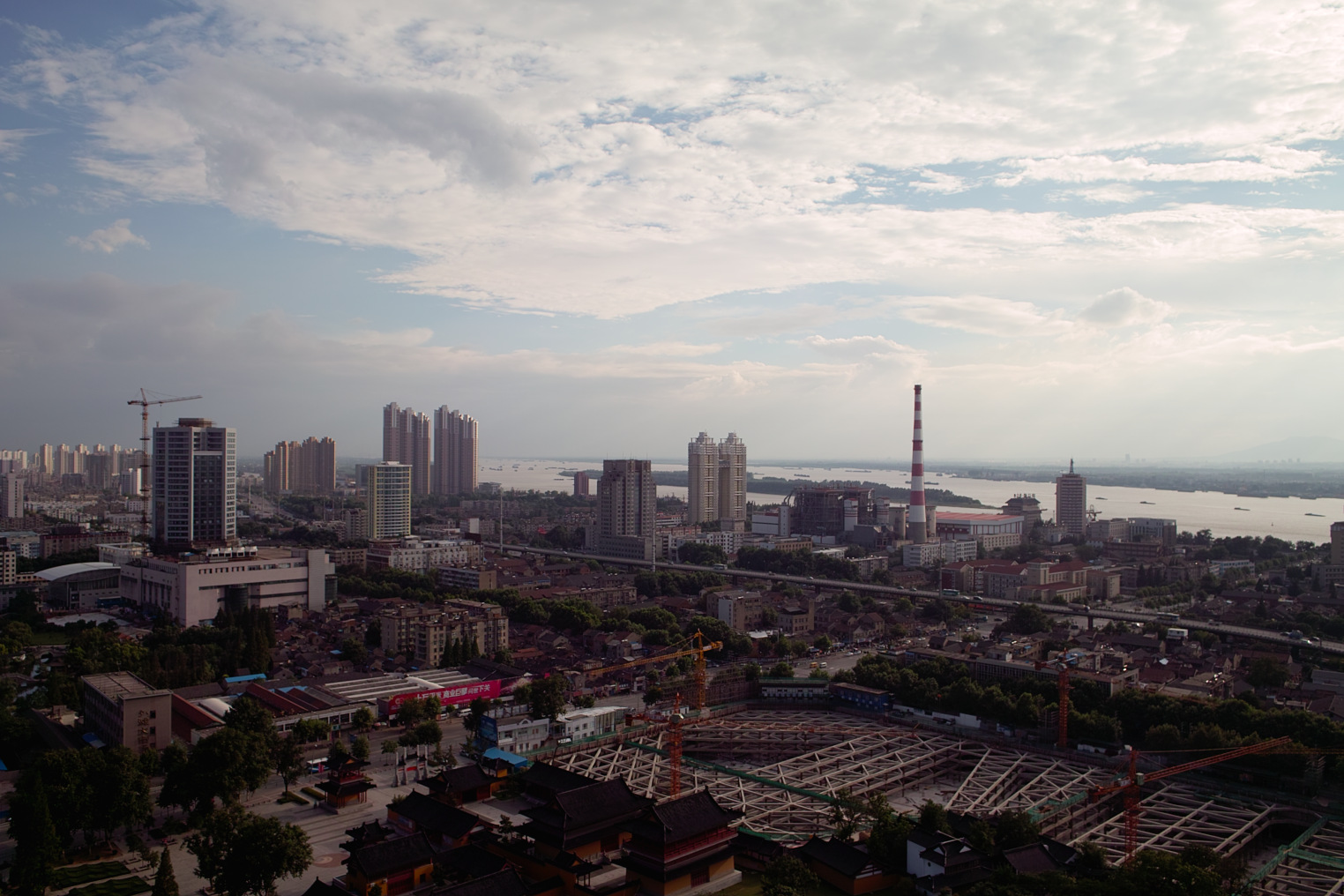
Blick über Xiaguan

Xiaguan (下關區 / 下关区,  Xiàguān Qū) war ein Stadtbezirk der Stadt Nanjing in der chinesischen Provinz Jiangsu. Seine Fläche betrug 29,08 km² und er zählte ca. 290.000 Einwohner (2004). Im Februar 2013 wurde Xiaguan aufgelöst und dem Stadtbezirk Gulou zugeschlagen.

## Administrative Gliederung
Auf Gemeindeebene setzt sich der Stadtbezirk aus sechs Straßenvierteln zusammen. 